# F/S Marjata
F/S Marjata er et norsk forskningsskib. Skibet benyttes af Etterretningstjenesten til signalefterretning (SIGINT) og forskning i de nordlige farvande. Forsvarets forskningsinstitutt (FFI) varetager vedligeholdelsen og de rent sejladsmæssige funktioner om bord. Skibet flyver orlogsflag og benytter FFIs våbenskjold som rederimærke. Skibet bliver fra tid til anden omtalt som et spionskib.

## Beskrivelse
Skibet er det tredje i rækken som bærer navnet Marjata. Det første skib var operativt i perioden 1966–1975, det andet i perioden 1976–1995. Skibet blev kontraheret i marts 1991 fra Aker Yards og indgik i aktiv tjeneste i 1995 efter at den teknologiske udvikling betød at det tidligere fartøj ikke længere kunne dække rollen optimalt. Skibet er specialdesignet til formålet og er konstrueret således at det har en lav akustisk signatur der ikke forstyrrer skibets undervandssensorer og har en stor stabilitet således at skibets sensorer har en stabil platform at arbejde ud fra. For at opnå denne gode stabilitet er skibet påfaldende bredt, en form som omtales "ramform". Formen har betydet at skibet i folkemunde bliver omtalt som "strygejernet"
Skibets skrogform er karakteristisk og har en skarp stævn, sinusformet vandlinje og et agterskib som ender i en brat afskåret agterende som samtidig er skibets bredeste sted. På grund af den store bredde har skibet en operational metacentric height på omtrent 16 meter. Skibet kan fortsætte med at operere selv med store dele af skibets indre vandfyldt da skibets trim er dynamisk. Det samme gælder hvis en eventuel last skulle forskyde sig eller bliver udsat for overisning eller store mængder vand på dækket. Skibet er i desuden udrustet så det kan operere i Arktis eller lignende farvande i længere perioder. I og med at skibets store stabilitet og dets gode evne til at tolerere store mængder overisning kan man antage at det kan operere i polarområdet i meget lange perioder.
Tidligere blev skibene benyttet ud fra havne i Nordnorge, men "strygejernets" specielle form stillede store krav til havneanlægget. Man havde planlagt en base for skibet i Svartnes havn i Vardø nordøst på Varangerhalvøya i Finnmark, og der blev igangsat et uddybningsarbejde med dette som formål. Det viste sig imidlertid at projektet blev væsentligt dyrere end beregnet og derfor droppet.
De forskellige skibe som har båret navnet "Marjata" er altid blevet set skævt til med russiske og før det sovjetiske øjne. Under og efter hævningen af den russiske undervandsbåd Kursk modtog de norske myndigheder kritik fra russisk side fordi skibet efter sigende havde været pågående og havde forstyrret redningsarbejdet. Skibet var i området da ulykken indtraf og lå cirka 19 kilometer fra stedet og man registrerede hvad der blev tolket som værende en "dæmpet eksplosion". Noget tid senere detekterede jordskælvsensorer en større forstyrrelse som formenligt indtraf da undervandsbåden traf havbunden. Denne sekundære hændelse er estimeret til at tilsvare to ton Trotyl. Efter hændelsen fremkom der påstande om at skibet ikke havde observeret noget unormalt, men denne påstande har flere militære kilder betvivlet rigtigheden af. Under hævningen af "Kursk" var der også en betydelig uenighed omkring skibets position og handlinger.
Generelt mener russiske myndigheder, ligesom den norske admiral Einar Skorgen, at skibet opererer for tæt på russisk farvand.

## Efterfølger
Norges forsvar har bestilt et nyt efterretningskib fra Langsten Verft som erstatning for Marjata og byggeriet startede i 2014 med en prislap på 1,4 milliarder NOK. Enkelte kilder siger 1,2 milliarder kroner, men omkostningsrammen er senere hen øget fra 1,246 milliarder til 1,379 milliarder norske kroner. Det nye skib vil også bære navnet "Marjata", men det vil få en mere normal form end den nuværende "Marjata". Det nye skib vil blive 125 meter langt og 23 meter bredt. Projektets prisjusterede omkostningsramme er på 1,473 milliarder norske kroner. Det nye skib vil indgå i aktiv tjeneste i 2016.
Skroget er bygget i Rumænien mens Vard Langsten i Tomrefjorden i Romsdal skal bygge det færdigt.